# تئوترویل (آیووا)
تئوترویل (به انگلیسی: Toeterville) یک محدوده ثبت‌نشده در شهرستان میچل ایالت آیووا کشور ایالات متحده آمریکا است که جمعیت آن در سرشماری سال ۲۰۱۰ میلادی، ۴۸ نفر بوده‌است.